# Winthemia madecassa
Winthemia madecassa là một loài ruồi trong họ Tachinidae.